# Tftpd32
Tftpd32 — небольшая программа для Windows с открытым исходным кодом, включающая простые в настройке DHCP-, TFTP-, SNTP- и Syslog-серверы, а также TFTP-клиент, поддерживающий стандарт TFTPv2. Поддерживает IPv6. На официальном сайте также доступен вариант этой программы для 64-разрядных систем Tftpd64. DHCP-сервер без ограничений поддерживает как автоматическую, так и статическую раздачу IP-адресов.
TFTPD, в частности, может быть использована как часть серверного программного обеспечения для организации загрузки бездисковых станций. Для использования в этом качестве для загрузки Windows он рекомендован проектом PXE.
Программа рекомендуется Cisco для некоторых потребностей клиентов компании, так же как и рядом других производителей сетевого оборудования и ПО.